# Волгоградская областная детская художественная галерея
Волгоградская областная детская художественная галерея — первый государственный музей для детей в России. Идея открытия в Волгограде детского музея и фактическая его реализация принадлежала двум волгоградским художникам: Елене Орловой и Евгению Федорову. Вопрос о создании в Волгограде областной детской художественной галереи был решен в 1990 г. Елена Орлова руководила галереей с момента принятия решения о ее создании по 2010 г. В фондах галереи насчитывается более 22 тысяч живописных и графических работ из 36 стран мира, таких как Япония, США, Нидерланды, Бельгия, Люксембург, Бангладеш, Индия, Кения, Чехия, Польша, Канада, Шри-Ланка, Индонезия, Гана, Финляндия и многих других. Выставки детских рисунков из коллекции галереи проходили во Франции, Бельгии, Дании, Финляндии, Англии, Германии, Чехии, Польше, Македонии, США, Японии, Индии, Китае, Объединённых Арабских Эмиратах. Сведения о галерее занесены в международный каталог детских музеев, изданный в 1998 г. в Японии. В архивах галереи хранятся письма от президента США Джорджа Буша и королевской семьи Дании.

## Здание
Здание, в котором находится галерея, выполненное в стиле неоклассицизма, является объектом культурного наследия. Образец жилого дома постройки середины 50-х годов XX века. Адрес: Волгоград, Центральный район, улица Советская, 26.

## Крупные выставочные проекты
- Международный проект «Художники трех рек: Россия, США, Гана» (Россия, 1999, США, 2001).
- Международный конкурс «Я и мама», посвященный специальной сессии Генеральной Ассамблеи ООН в интересах детей, 2002 г.
- Международная бьеннале современного искусства «Диалог: цвет и линия». Волгоградская областная детская художественная галерея, 2004 г.
- Международная бьеннале современного искусства «Диалог: цвет и линия». Волгоградская областная детская художественная галерея, 2006 г.
- Международная бьеннале современного искусства «Диалог: цвет и линия». Волгоградская областная детская художественная галерея, 2008 г.
- Международная выставка детского рисунка «Красота спасет мир». Волгоградская областная детская художественная галерея, 2010 г.

- «Вселенная имени Гагарина». Международный конкурс детского рисунка, Волгоградская областная детская художественная галерея, 2011 г.
- Международная бьеннале современного искусства «Диалог: цвет и линия». Волгоградская областная детская художественная галерея, 2011 г.
- «Четвертая продольная». I областной фестиваль молодёжного искусства, Волгоградская областная детская художественная галерея, 2011 г.
- «От Волги до Енисея». Всероссийский конкурс детского художественного творчества, Волгоградская областная детская художественная галерея, 2011 г.
- «Это я, здравствуй!». Международный фестиваль детского художественного творчества, Волгоградская областная детская художественная галерея, 2011, 2012 гг.